# A.B.Sea Market
『A.B.Sea Market』（エービーシーマーケット）は、A.B.C-Zの2作目のスタジオ・アルバムで2015年5月13日にリリース。

## 収録内容

### CD

#### 通常盤
1. Shower Gate [4:14]
作詞・作曲：森大輔, DAICHI、編曲：森大輔
  - 本作のリードトラック
2. In The Name Of Love 〜誓い [4:54]
作詞・作曲・編曲：井手コウジ
3. どこまで Happy!!! [4:17]
作詞：三浦徳子、作曲：Takuya Harada, サミュエル・ワエルモ, CHOKKAKU、編曲：CHOKKAKU
4. Stay with me♡ [3:41] - 橋本良亮
作詞：橋本良亮、作曲：Kiyo Leven, ジョーイ・カルボーン、編曲：michitomo
5. 僕らのこたえ 〜Here We Go〜 [5:17]
作詞：Komei Kobayashi、作曲・編曲：Andreas Ohrn、Henrik Smith、Steven Lee
  - 6thDVDシングル「Legend Story」カップリング
  - 7thDVDシングル「SPACE TRAVELERS」CD付き初回限定盤Special CD収録曲
6. DARKNESS (LOVEです☆ver.) [4:35] - 塚だぁくねす feat.塚☆リカ
作詞・作曲：つかちゃん係長、塚だぁくねす、編曲：原田ナオ
7. 未来は明るいかい? [4:27] - 河合郁人
作詞：河合郁人, 黒崎ジョン、作曲：黒崎ジョン、編曲：山﨑佳祐
8. 特別な君へ [4:41]
作詞：土橋亜希、作曲：土橋善太、編曲：佐藤泰将
9. メクルメク [4:54]
作詞：岩里祐穂、作曲：サミュエル・ワエルモ, 川口進, 兼松衆、編曲：兼松衆
10. We're Fighters [3:34] - 五関晃一
作詞：Komei Kobayashi、作曲：Steven Lee, セバスチャン・トット, Didrik Thott, Andreas Stone Johansson、編曲：Steven Lee、セバスチャン・トット
11. ドラマ [4:56] - 戸塚祥太
作詞：戸塚祥太、作曲：AKNIG、編曲：清水哲平
12. Legend Story [5:58]
作詞・作曲：浅利進吾、編曲：佐藤泰将
  - 6thDVDシングル
  - 7thDVDシングルCD付き初回限定盤Special CD収録曲
13. SPACE TRAVELERS (album ver.) [4:48]
作詞・作曲：島崎貴光、編曲：増田武史
  - 7thDVDシングル
14. Finally Over [4:44]
作詞：hartog、作曲：ドリュー・ライアン・スコット, Steven Lee、編曲：Steven Lee, 立山秋航
  - 7thDVDシングルカップリング

#### 初回限定盤A
1. Shower Gate
2. In The Name Of Love 〜誓い
3. どこまでHappy!!!
4. Stay with me♡ - 橋本良亮
5. 僕らのこたえ 〜Here We Go〜
6. DARKNESS（LOVEです☆ver.）- 塚田僚一
7. 未来は明るいかい? - 河合郁人
8. 特別な君へ
9. メクルメク
10. We're Fighters - 五関晃一
11. ドラマ - 戸塚祥太
12. Legend Story
13. 渚のBack In Your Heart [4:17]
作詞：EMI K.Lynn、作曲：ジョーイ・カルボーン、編曲：岩田雅之

#### 初回限定盤B
1. Shower Gate
2. In The Name Of Love 〜誓い
3. どこまでHappy!!!
4. Stay with me♡ - 橋本良亮
5. 僕らのこたえ 〜Here We Go〜
6. DARKNESS（LOVEです☆ver.）- 塚田僚一
7. 未来は明るいかい? - 河合郁人
8. 特別な君へ
9. メクルメク
10. We're Fighters - 五関晃一
11. ドラマ - 戸塚祥太
12. Legend Story
13. Summer上々!! [3:21]
作詞：Madoka、作曲：Madoka, 辻知明、編曲：川端良征

### DVD

#### 初回限定盤A
1. Shower Gate（Music Clip）
2. Shower Gate（Making）
3. Making of Jacket Shooting
4. ダンシング五関先生のダンス教室

#### 初回限定盤B
1. A.B.C.-Z 初どっきり2連発!本音ダダ漏れSP